# Theridion cheni
Theridion cheni är en spindelart som beskrevs av Zhu 1998. Theridion cheni ingår i släktet Theridion och familjen klotspindlar. Inga underarter finns listade i Catalogue of Life.